# Mike Cuozzo
Michael Antonio Cuozzo (12 de junio de 1925 – 2 de abril de 2006) fue un saxofonista y empresario de jazz estadounidense.

## Primeros años de vida
Nació en Newark, Nueva Jersey. Dejó la escuela secundaria para hacer una gira con Shep Fields and His Rippling Rhythm en la década de 1940. 

## Carrera
Comenzó su carrera profesional como saxofonista tenor en la banda de Joe Marsala. Tocó para las Organizaciones de Servicio Unidas en la Segunda Guerra Mundial y formó parte de la banda de Elliot Lawrence a principios de la década de 1950. 
En noviembre de 1955 dirigió su propia sesión, grabando el álbum Mighty Mike Cuozzo para Savoy Records. Otros miembros del personal en el álbum fueron Eddie Costa (vibráfono), Ronnie Ball (piano), Vinnie Burke (bajo) y Kenny Clarke (batería). El crítico Marc Myers comentó que Cuozzo tenía un "sonido de Ben Webster, y su estilo de improvisación suave e inventivo en temas modernistas, blues y baladas era magnífico". Grabó de nuevo en marzo de 1956, en el álbum Night People on Savoy del bajista Mort Herbert. Su última grabación, también en 1956, fue el álbum Mike Cuozzo con el Costa-Burke Trio, para Jubilee Records, en el que actuó con Eddie Costa, Vinnie Burke y el baterista Nick Stabulas. Aunque Myers describe a Cuozzo como "un jugador fuerte e inteligente", Cuozzo no volvió a grabar.  
En 1957, fundó una pequeña empresa de promoción de viviendas en Nueva Jersey con su hermano. En 1970, adquirió y comenzó a administrar una franquicia de concesionario de automóviles. Sus dos álbumes, Mighty Mike Cuozzo y ... con el Costa-Burke Trio, fueron reeditados en CD en la década de 1980, y continuó tocando el saxofón en clubes locales de Cedar Grove y West Orange, Nueva Jersey, hasta la década de 1990. 

## Vida personal
Se casó en 1958 y posteriormente rechazó invitaciones para unirse a bandas en gira. Murió en North Caldwell, Nueva Jersey, en 2006, a los 80 años 